# Salix parvidenticulata
Salix parvidenticulata — вид квіткових рослин із родини вербових (Salicaceae).

## Морфологічна характеристика
Це кущ. Зрілі гілочки зеленувато-сірі; молоді гілочки щільно запушені, майже чорні після висихання, волохаті, голі проксимально. Листкова ніжка 1–2 мм, запушена; листкова пластинка обернено-еліптична або обернено-яйцеподібна, рідше обернено-ланцетна або еліптична, 20–25 × 7–10 мм, абаксіально (низ) білувата, адаксіально зелена, в молодості запушена, край пилчастий, верхівка загострена. Сережки 40–50 × 4–6 см. Коробочка до 5 мм.

## Середовище проживання
Ендемік Тибету. Населяє гірські схили; на висотах ≈ 2400 метрів.